# 鈴木酒造
鈴木酒造（すずきしゅぞう）は、埼玉県さいたま市岩槻区にある酒造。

## 概要

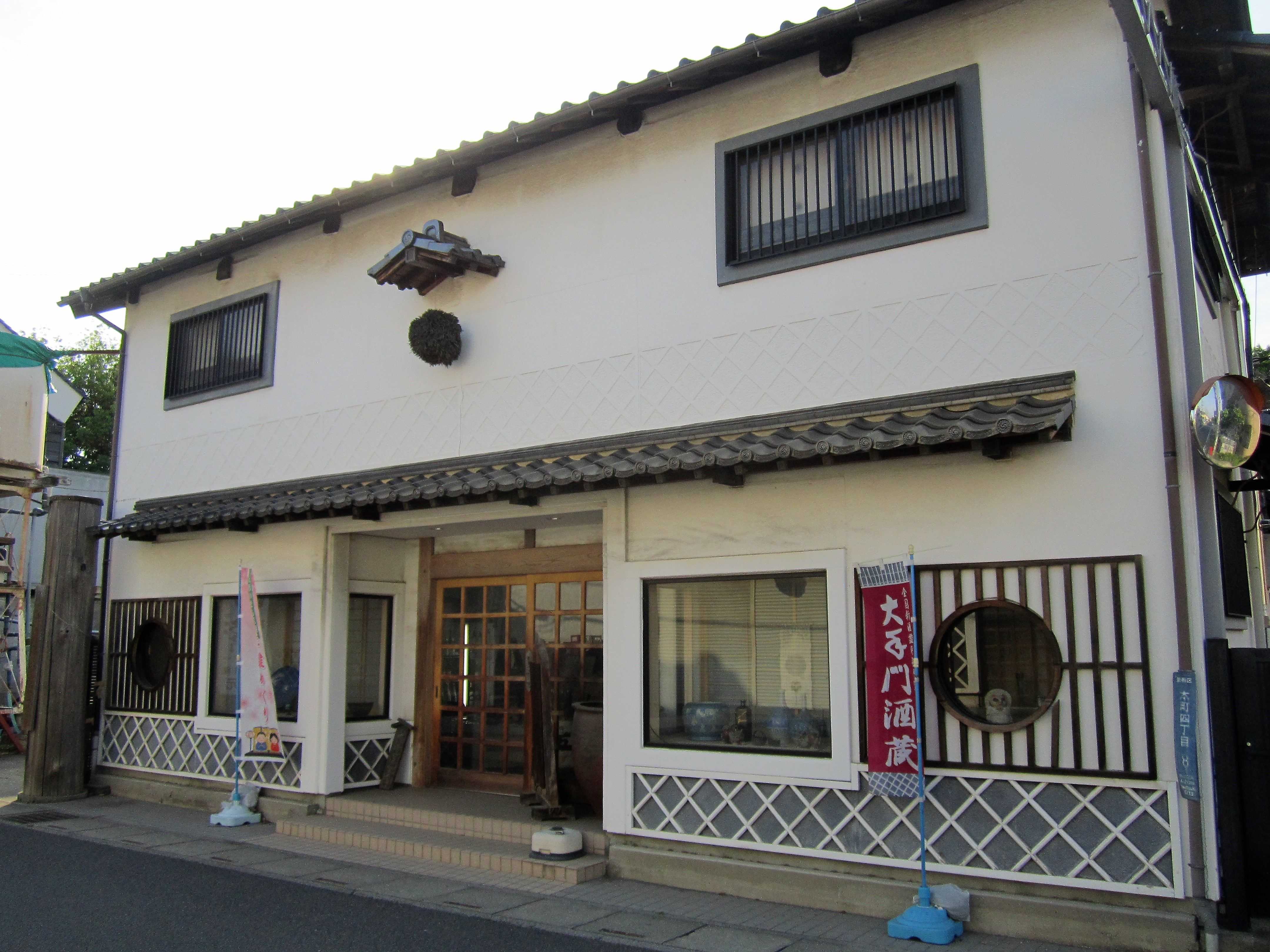
酒蔵資料館

創業は1871年（明治4年）。岩槻区（2005年までは岩槻市）内に現存する唯一の酒造である。
豊原国周が鈴木酒造での酒造りを浮世絵に描いている。酒蔵資料館を併設している。

## 銘柄
- 万両 - 久伊豆神社に奉納されている。
- 大手門
- 白鶴城
- 岩槻
- 仁科誉